# Костін Лазер
Костін Лазер (рум. Costin Lazăr, нар. 24 квітня 1981, Бухарест) — румунський футболіст, захисник «Волунтарі» та збірної Румунії.

## Клубна кар'єра
У дорослому футболі дебютував 1999 року виступами за команду клубу «Спортул», в якій провів сім сезонів, взявши участь у 156 матчах чемпіонату. Більшість часу, проведеного у складі «Спортула», був основним гравцем захисту команди.
Своєю грою за цю команду привернув увагу представників тренерського штабу клубу «Рапід» (Бухарест), до складу якого приєднався 2006 року. Відіграв за бухарестську команду наступні п'ять сезонів своєї ігрової кар'єри. Граючи у складі бухарестського «Рапіда» також здебільшого виходив на поле в основному складі команди. У березні 2009 року популярність отримав епізод, коли в матчі «Рапід» — «Оцелул» Лазер, за уявне порушення проти якого був призначений пенальті, переконав арбітра, що порушення не було; суддя призначив спірний м'яч, який Лазер вибив за лицьову лінію. Втім, сталося це за рахунку 2:0 на користь «Рапіда».
До складу клубу ПАОК приєднався 21 липня 2011 року. За три сезони встиг відіграти за клуб з Салонік 80 матчів в національному чемпіонаті.
Після цього ще по сезону пограв в інших грецьких клубах «Панетолікос» та «Іракліс» і 2016 року повернувся на батьківщину, ставши гравцем «Волунтарі».

## Виступи за збірні
Залучався до складу молодіжної збірної Румунії. На молодіжному рівні зіграв в одному офіційному матчі.
У 2005 році дебютував в офіційних матчах у складі національної збірної Румунії. Всього провів у формі головної команди країни 31 матч, забивши 2 голи, причому обидва у ворота Андорри (у 2012 та 2013 роках).

## Титули і досягнення
- Володар Кубка Румунії (2):

«Рапід» (Бухарест): 2006–07
«Волунтарі»: 2016–17
- Володар Суперкубка Румунії (2):

«Рапід» (Бухарест): 2007
«Волунтарі»: 2017